# Krishnapura, Hunsur
Krishnapura là một làng thuộc tehsil Hunsur, huyện Mysore, bang Karnataka, Ấn Độ.